# باول فوسيل
باول فوسيل (بالإنجليزية: Paul Fussell)‏ هو كاتب وصحفي ومؤرخ عسكري وأستاذ جامعي أمريكي، ولد في 22 مارس 1924 في باسادينا في الولايات المتحدة، وتوفي في 23 مايو 2012 في ميدفورد في الولايات المتحدة بسبب مرض باركنسون.

## وصلات خارجية
- باول فوسيل على موقع IMDb (الإنجليزية)
- باول فوسيل على موقع إن إن دي بي (الإنجليزية)